# Ross Lake National Recreation Area
La Ross Lake National Recreation Area est une zone récréative protégée située au nord de l'État de Washington aux États-Unis à la frontière avec la Colombie-Britannique au Canada. Cette aire se situe dans la partie nord de la région montagneuse de la Chaîne des Cascades. D’une superficie de 475,81 km2, la zone appartient à un complexe géré par le National Park Service et qui comprend également le parc national des North Cascades et la  Lake Chelan National Recreation Area.

## Description

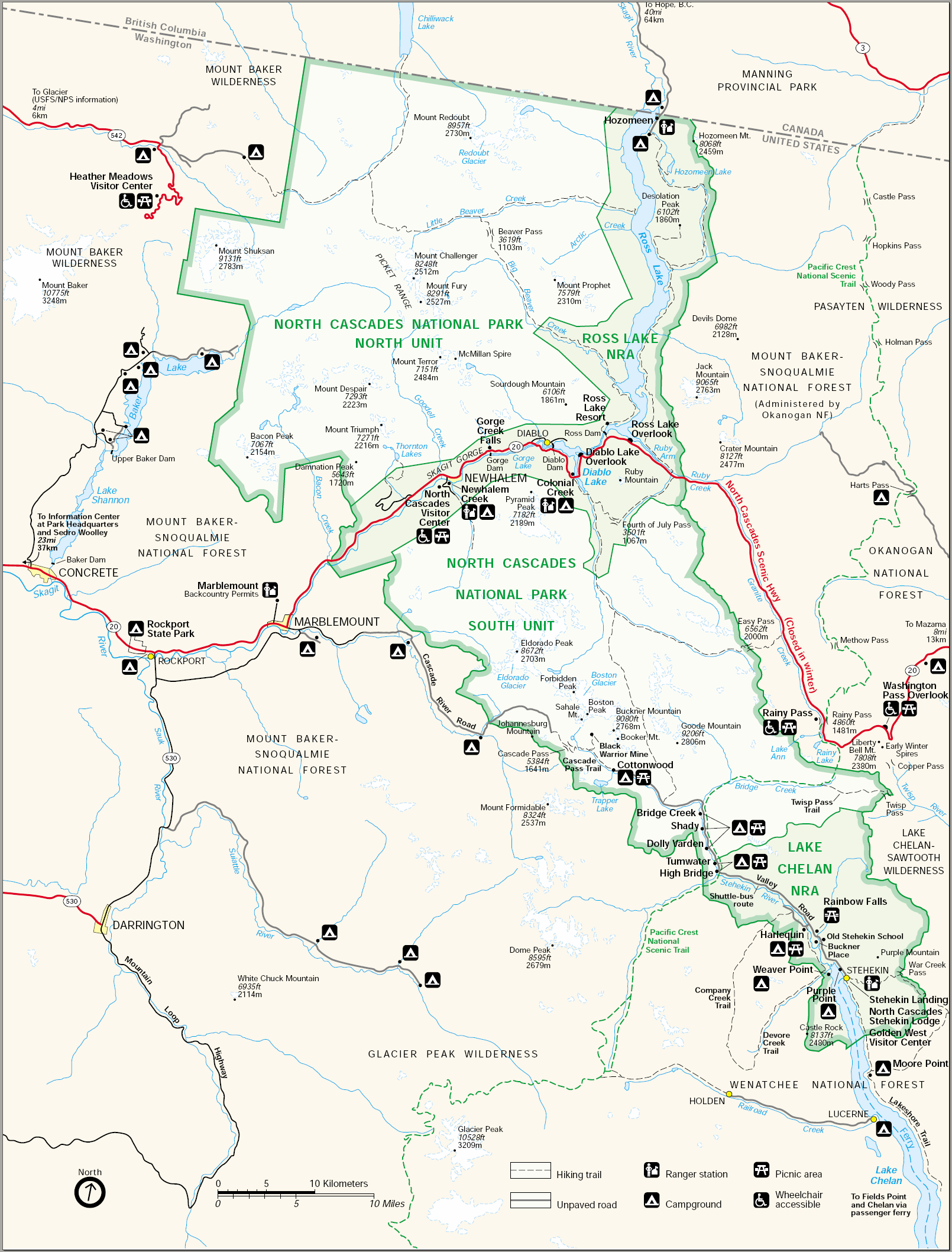
Carte du complexe composé des deux zones récréatives et du parc national des Cascades.

La zone s’étend autour de la vallée du fleuve Skagit. Trois barrages y ont été construits au début du XXe siècle et ceux-ci forment le lac Ross, le lac Diablo et le lac Gorge. Les barrages ont été construits pour alimenter en électricité la région de la ville de Seattle. La route Washington State Route 20, qui longe le fleuve jusqu’au lac Ross, relie la zone récréative à la région urbanisée de Seattle ce qui permet à de nombreux touristes de venir s’y détendre.
La zone récréative est située à l’est et au sud de la partie nord du parc national des North Cascades. Plus au nord, en Colombie-Britannique, la région est également protégée au sein du parc provincial de Skagit Valley. La zone abrite également le pic Desolation, une montagne dominée par une tour de guet qui accueille en 1956 Jack Kerouac lorsque l’écrivain y travaillait comme garde pour détecter les départs d’incendie.

## Tourisme

Passage du Devil's Corner Cliff Walk, un court sentier de randonnée au-dessus du Skagit.

La zone accueille chaque année plus de 200 000 visiteurs qui viennent dans la région pour profiter des paysages montagneux des North Cascades. Les visiteurs peuvent y pratiquer la randonnée, la pêche, le kayak, le vélo et le camping.